# Karaj
Karaj este un oraș din Iran.

## Istorie
Istoria Karaj datează de mai multe secole. Construita din piatra Zoroastrian foc templu al Takht-e-Rostam de la part epocii este de a prezenta un testament.
De Soleimanieh palat (în prezent, o locuință colegiu de Agricultură), mausoleul de Shahzadeh Soleiman, Imamzadeh Rahman și Zeid Palang Abad-e-Eshtehard sunt alte relicve istorice din zona Karaj.
În timpul dinastiei Pahlavi era, de Morvarid Palatul a fost construit în apropiere de districtul Mehrshahr, conceput de Frank Lloyd Wright Foundation.